# Polanisia jamesii
Polanisia jamesii är en paradisblomsterväxtart som först beskrevs av John Torrey och A. Gray, och fick sitt nu gällande namn av Hugh Hellmut Iltis. Polanisia jamesii ingår i släktet morrhårsblomstersläktet, och familjen paradisblomsterväxter. Inga underarter finns listade i Catalogue of Life.